# 凸脉耳蕨
凸脉耳蕨（学名：Polystichum elevatovenusum），为鳞毛蕨科耳蕨属下的一个植物种。